# Weltmeisterschaften im Bogenschießen 1977
Die Weltmeisterschaften im Bogenschießen 1977 wurden vom 8. bis 11. Februar in der australischen Hauptstadt Canberra ausgetragen.

## Ergebnisse Recurvebogen
| Disziplin         | Gold                                                           | Silber                                                             | Bronze                                                     |
| ----------------- | -------------------------------------------------------------- | ------------------------------------------------------------------ | ---------------------------------------------------------- |
| Männer Einzel     | Richard McKinney                                               | Takashi Kamei                                                      | Leandro De Nardi                                           |
| Frauen Einzel     | Luann Ryon                                                     | Jadwiga Wilejto                                                    | Irene Daubenspeck                                          |
| Männer Mannschaft | Vereinigte Staaten Richard McKinney Darrell Pace Edwin Eliason | Italien Leandro De Nardi Giancarlo Ferrari Sante Spigarelli        | Japan Takashi Kamei Takayoshi Matsushita Hiroshi Michinaga |
| Frauen Mannschaft | Vereinigte Staaten Luann Ryon Irene Daubenspeck Ruth Rowe      | Sowjetunion Sebinisso Rustamowa Lchamo Dasjirabdanowa Alla Rulenko | Australien Carole Toy Maureen Adams Shirley Chessher       |

## Medaillenspiegel
| Platz  | Land               | Gold | Silber | Bronze | Gesamt |
| ------ | ------------------ | ---- | ------ | ------ | ------ |
| 1      | Vereinigte Staaten | 4    | –      | 1      | 5      |
| 2      | Italien            | –    | 1      | 1      | 2      |
| 2      | Japan              | –    | 1      | 1      | 2      |
| 4      | Polen              | –    | 1      | –      | 1      |
| 4      | Sowjetunion        | –    | 1      | –      | 1      |
| 6      | Australien         | –    | –      | 1      | 1      |
| Gesamt | Gesamt             | 4    | 4      | 4      | 12     |